# Oireachtas
Oireachtas (lit. Parlamento Nacional), por vezes referido como Oireachtas Éireann, é o órgão legislativo da República da Irlanda.
O Oireachtas é constituído por: 
- O presidente da Irlanda;
- As duas câmaras do Oireachtas:

- Seanad Éireann (câmara alta)
- Dáil Éireann (câmara baixa)
As câmaras do Oireachtas estão sediadas na Leinster House, em Dublin, um palácio ducal do século XVIII.